# Impact Wrestling Turning Point
Impact Wrestling Turning Point – cykl gal pay-per-view wrestlingu produkowany przez federację Impact Wrestling (kiedyś TNA) od 2004 r.
W chronologię wchodziło czternaście wydarzeń nadawanych w systemie pay-per-view oraz trzy odcinki specjalne tygodniówki Impact Wrestling. Gale Turning Point odbywały się każdego grudnia aż do 2008 roku, kiedy cykl został przeniesiony na listopad. Zakończenie chronologii jako wydarzenia pay-per-view ogłoszono w styczniu 2013.
W 2015 wznowiono cykl, ale na krótko bo do 2016. Gala ponownie pojawiła się w 2019 i istnieje do dziś.
W 2014 i 2017 nazwę „Turning Point” przyjęły gale z cyklu TNA One Night Only.

## Lista gal
| Gala                                   | Data                                                  | Miasto                           | Arena                    | Walka wieczoru | Źródło        |
| -------------------------------------- | ----------------------------------------------------- | -------------------------------- | ------------------------ | --- | ------------- |
| Turning Point (2004)                   | 5 grudnia 2004                                        | Orlando, Floryda                 | Impact Zone              | America’s Most Wanted (Chris Harris i James Storm) vs. Triple X (Christopher Daniels i Elix Skipper) Six Sides of Steel Cage match | [ 4 ]         |
| Turning Point (2005)                   | 11 grudnia 2005                                       | Orlando, Floryda                 | Impact Zone              | Jeff Jarrett (c) vs. Rhino Singles match o NWA World Heavyweight Championship                                                      | [ 5 ]         |
| Turning Point (2006)                   | 10 grudnia 2006                                       | Orlando, Floryda                 | Impact Zone              | Kurt Angle vs. Samoa Joe Singles match                                                                                             | [ 6 ]         |
| Turning Point (2007)                   | 2 grudnia 2007                                        | Orlando, Floryda                 | Impact Zone              | Eric Young, Kevin Nash i Samoa Joe vs. The Angle Alliance (Kurt Angle, AJ Styles i Tomko) 6-Man Tag Team match                     | [ 7 ]         |
| Turning Point (2008)                   | 9 listopada 2008                                      | Orlando, Floryda                 | Impact Zone              | Sting (c) vs. AJ Styles Singles match o TNA World Heavyweight Championship                                                         | [ 8 ]         |
| Turning Point (2009)                   | 15 listopada 2009                                     | Orlando, Floryda                 | Impact Zone              | AJ Styles (c) vs. Daniels vs. Samoa Joe Three Way match o TNA World Heavyweight Championship                                       | [ 9 ]         |
| Turning Point (2010)                   | 7 listopada 2010                                      | Orlando, Floryda                 | Impact Zone              | Jeff Hardy (c) vs. Matt Morgan Singles match o TNA World Heavyweight Championship                                                  | [ 10 ]        |
| Turning Point (2011)                   | 13 listopada 2011                                     | Orlando, Floryda                 | Impact Zone              | Bobby Roode (c) vs. AJ Styles Singles match o TNA World Heavyweight Championship                                                   | [ 11 ]        |
| Turning Point (2012)                   | 11 listopada 2012                                     | Orlando, Floryda                 | Impact Zone              | Jeff Hardy (c) vs. Austin Aries Ladder match o TNA World Heavyweight Championship                                                  | [ 12 ]        |
| Impact Wrestling: Turning Point (2013) | 21 listopada 2013                                     | Orlando, Floryda                 | Impact Zone              | Bully Ray vs. Mr. Anderson No Disqualification match                                                                               | [ 13 ]        |
| Impact Wrestling: Turning Point (2015) | 27/28 lipca 2015 (nagrania) 19 sierpnia 2015 (emisja) | Orlando, Floryda                 | Impact Zone              | Ethan Carter III (c) vs. P.J Black Singles match o TNA World Heavyweight Championship                                              | [ 14 ]        |
| Impact Wrestling: Turning Point (2016) | 12 sierpnia 2016 (nagranie) 26 sierpnia 2016 (emisja) | Orlando, Floryda                 | Impact Zone              | Ethan Carter III vs. Drew Galloway Singles match                                                                                   | [ 15 ] [ 16 ] |
| Turning Point (2019)                   | 9 listopada 2019                                      | Hazleton                         | Holy Family Academy      | Sami Callihan (c) vs. Brian Cage Singles match o Impact World Championship                                                         | [ 17 ] [ 18 ] |
| Turning Point (2020)                   | 14 listopada 2020                                     | Nashville                        | Skyway Center            | Rich Swann (c) vs. Sami Callihan Singles match o Impact World Championship                                                         | [ 19 ]        |
| Turning Point (2023)                   | 27 października 2023 (wyemitowano 3 listopada 2023)   | Newcastle upon Tyne, Anglia      | Walker Activity Dome     | Will Ospreay vs. Eddie Edwards Singles match                                                                                       | [ 20 ]        |
| Turning Point (2024)                   | 29 listopada 2024                                     | Winston-Salem, Karolina Północna | Benton Convention Center | Nic Nemeth (c) vs. Eddie Edwards Singles match o TNA World Championship                                                            |               |

## Wyniki

### 2004
Turning Point (2004) – gala wrestlingu wyprodukowana przez federację Total Nonstop Action Wrestling (TNA). Odbyła się 5 grudnia 2004 w Impact Zone w Orlando na Florydzie. Była to pierwsza gala z cyklu Turning Point oraz drugie i ostatnie wydarzenie pay-per-view TNA w 2004 roku.
Karta wydarzenia oferowała osiem walk.
| Nr                                 | Wyniki | Stypulacje                                                    | Czas  |
| ---------------------------------- | --- | ------------------------------------------------------------- | ----- |
| 1                                  | Team Canada (Eric Young i Bobby Roode) (z Coachem D’Amore) pokonali 3Live Kru (B.G. Jamesa i Rona Killingsa) (c) (z Konnanem)   | Tag Team match o NWA World Tag Team Championship              | 8:30  |
| 2                                  | Sonny Siaki, Héctor Garza i Sonjay Dutt pokonali Kida Kasha, Michaela Shane’a i Kazariana (z Traci Brooks)                      | 6-Man Tag Team match                                          | 11:01 |
| 3                                  | Monty Brown pokonał Abyss | Serengeti Survival match                                      | 12:17 |
| 4                                  | Pat Kenney i Johnny B. Badd pokonali The New York Connection (Johnny’ego Swingera i Glenna Gilberttiego) (ze Stephanie Trinity) | Tag Team match z Jacqueline jako sędzią specjalną             | 7:50  |
| 5                                  | Diamond Dallas Page pokonał Ravena                                                                                              | Singles match                                                 | 12:03 |
| 6                                  | Petey Williams (c) (z Coachem D’Amore) pokonał Chrisa Sabina                                                                    | Singles match o TNA X Division Championship                   | 18:11 |
| 7                                  | AJ Styles, Jeff Hardy i Randy Savage pokonali The Kings of Wrestling (Jeffa Jarretta, Kevina Nasha i Scotta Halla)              | 6-Man Tag Team match                                          | 17:52 |
| 8                                  | America’s Most Wanted (Chris Harris i James Storm) pokonali Triple X (Christophera Danielsa i Elixa Skippera)                   | Six Sides of Steel match Przegrana drużyna kończy działalność | 21:01 |
| (c) – mistrz/mistrzyni przed walką | |                                                               |       |

### 2005
Turning Point (2005) – gala wrestlingu wyprodukowana przez federację Total Nonstop Action Wrestling (TNA). Odbyła się 11 grudnia 2005 w Impact Zone w Orlando na Florydzie. Była to druga gala z cyklu Turning Point oraz dwunaste i ostatnie wydarzenie pay-per-view TNA w 2005 roku.
W karcie znalazło się dziewięć walk, a dodatkowe starcie odbyło się podczas pre-showu gali.
| Nr                                                                   | Wyniki | Stypulacje                                         | Czas  |
| -------------------------------------------------------------------- | --- | -------------------------------------------------- | ----- |
| 1P                                                                   | The Naturals (Andy Douglas i Chase Stevens) oraz Lance Hoyt pokonali Bucka Quartermaina, Jona Bolena i Joego Doeringa                                   | 6-Man Tag Team match                               | 7:11  |
| 2                                                                    | Sabu pokonał Abyssa (z Jamesem Mitchellem) | Barbed Wire Massacre                               | 10:59 |
| 3                                                                    | Austin Aries i Matt Bentley (z Traci) pokonali Alexa Shelley’ego i Rodericka Stronga                                                                    | Tag Team match                                     | 8:04  |
| 4                                                                    | Raven pokonał Chrisa K | Singles match                                      | 5:45  |
| 5                                                                    | Team Canada (A-1, Bobby Roode, Eric Young i Petey Williams) (z Coachem D’Amore) pokonali 4Live Kru (B.G. Jamesa, Kipa Jamesa, Konnana i Rona Killingsa) | 8-Man Tag Team match                               | 7:18  |
| 6                                                                    | Chris Sabin, Dale Torborg i Sonjay Dutt (z A. J. Pierzynskim) pokonali The Diamonds in the Rough (Davida Younga, Elixa Skippera i Simona Diamonda)      | 6-Man Tag Team match                               | 7:57  |
| 7                                                                    | Christian Cage pokonał Monty’ego Browna | Singles match                                      | 12:32 |
| 8                                                                    | Team 3D (Brother Devon i Brother Ray) pokonali America’s Most Wanted (Chrisa Harrisa i Jamesa Storma) (z Gail Kim)                                      | Elimination Tables match                           | 9:40  |
| 9                                                                    | Samoa Joe pokonał A.J. Stylesa (c) | Singles match o TNA X Division Championship        | 18:58 |
| 10                                                                   | Jeff Jarrett (c) pokonał Rhino | Singles match o NWA World Heavyweight Championship | 17:30 |
| (c) – mistrz/mistrzyni przed walkąP – walka miała miejsce w pre-show | |                                                    |       |

### 2006
Turning Point (2006) – gala wrestlingu wyprodukowana przez federację Total Nonstop Action Wrestling (TNA). Odbyła się 10 grudnia 2006 w Impact Zone w Orlando na Florydzie. Była to trzecia gala z cyklu Turning Point oraz dwunaste i ostatnie wydarzenie pay-per-view TNA w 2006 roku.
Karta zapowiadała siedem walk. Jedno dodatkowe starcie (tzw. dark match) odbyło się przed galą i nie zostało wyemitowane.
| Nr                                                                                    | Wyniki | Stypulacje                                                                                                | Czas  |
| ------------------------------------------------------------------------------------- | --- | --- | ----- |
| 1D                                                                                    | Lance Hoyt i Ron Killings pokonali Serotonin (Mavericka Matta, Kazariana i Havoka) (z Ravenem)                                               | 3-on-2 Handicap match                                                                                     | –     |
| 2                                                                                     | Senshi pokonał Alexa Shelleya, Sonjaya Dutta, Austina Starra i Jaya Lethala                                                                  | Paparazzi Championship Series 5-Man Elimination match                                                     | 14:38 |
| 3                                                                                     | Eric Young pokonał Ms. Brooks (z Robertem Roodem)                                                                                            | Zawody bikini                                                                                             | –     |
| 4                                                                                     | Christopher Daniels (c) pokonał Chrisa Sabina                                                                                                | Singles match o miano pretendenckie do TNA X Division Championship z Jerrym Lynnem jako sędzią specjalnym | 12:27 |
| 5                                                                                     | AJ Styles pokonał Rhino | Singles match                                                                                             | 7:31  |
| 6                                                                                     | The Latin American Exchange (Homicide i Hernandez) (z Konnanem) pokonali America’s Most Wanted (Chrisa Harrisa i Jamesa Storma) (z Gail Kim) | Tag Team Flag match                                                                                       | 10:42 |
| 7                                                                                     | Abyss (c) (z Jamesem Mitchellem) pokonał Stinga i Christiana Cage’a (z Travisem Tomko)                                                       | 3-Way Dance o NWA World Heavyweight Championship                                                          | 11:55 |
| 8                                                                                     | Samoa Joe pokonał Kurta Angle’a | Singles match                                                                                             | 19:17 |
| (c) – mistrz/mistrzyni przed walkąD – walka była dark matchem (nietransmitowana w TV) | | |       |

### 2007
Turning Point (2007) – gala wrestlingu wyprodukowana przez federację Total Nonstop Action Wrestling (TNA). Odbyła się 2 grudnia 2007 w Impact Zone w Orlando na Florydzie. Była to czwarta gala z cyklu Turning Point oraz dwunaste i ostatnie wydarzenie pay-per-view TNA w 2007 roku.
W karcie wydarzenia znalazło się osiem walk. Gala pamiętana jest ze względu na niespodziewaną nieobecność Scotta Halla, kontrowersyjną wypowiedź Samoa Joego oraz pierwszą w historii walkę Feast or Fired.
| Nr                                 | Wyniki | Stypulacje                                        | Czas  |
| ---------------------------------- | --- | ------------------------------------------------- | ----- |
| 1                                  | Johnny Devine oraz Team 3D (Brother Devon i Brother Ray) pokonali Jaya Lethala oraz The Motor City Machine Guns (Alexa Shelleya i Chrisa Sabina)                                                                    | Tables match                                      | 14:59 |
| 2                                  | Velvet-Love Entertainment (Angelina Love i Velvet Sky) pokonały ODB i Roxxi Laveaux | Tag Team match                                    | 6:02  |
| 3                                  | Eric Young pokonał Jamesa Storma (z Jackie Moore) | Singles match                                     | 12:21 |
| 4                                  | Petey Williams, B.G. James, Senshi i Scott Steiner pokonali Shark Boya, Lance’a Hoyta, Christophera Danielsa, Elixa Skippera, Homicide'a, Hernandeza, Kipa Jamesa, Jimmy’ego Rave’a, Chrisa Harrisa i Sonjaya Dutta | Feast or Fired                                    | 11:55 |
| 5                                  | Gail Kim (c) pokonała Awesome Kong poprzez dyskwalifikację | Singles match o TNA Women’s Knockout Championship | 8:23  |
| 6                                  | Abyss i Raven pokonali Rellika i Black Reigna | „Match of 1000 tacks”                             | 14:41 |
| 7                                  | Kaz i Booker T (z Sharmell) pokonali Christiana Cage’a i Roberta Roode’a (z Ms. Brooks) | Tag Team match                                    | 15:50 |
| 8                                  | Samoa Joe, Kevin Nash i Eric Young pokonali The Angle Alliance (Kurta Angle’a, A.J. Stylesa i Tomka) (z Karen Angle)                                                                                                | 6-Man Tag Team match                              | 9:31  |
| (c) – mistrz/mistrzyni przed walką | |                                                   |       |

### 2008
Turning Point (2008) – gala wrestlingu wyprodukowana przez federację Total Nonstop Action Wrestling (TNA). Odbyła się 9 listopada 2008 w Impact Zone w Orlando na Florydzie. Była to piąta gala z cyklu Turning Point i pierwsza organizowana w listopadzie, a także jedenaste wydarzenie pay-per-view TNA w 2008 roku.
Karta wydarzenia oferowała osiem walk.
| Nr                                 | Wyniki | Stypulacje                                                                                                   | Czas  |
| ---------------------------------- | --- | --- | ----- |
| 1                                  | Eric Young pokonał Consequences Creeda, Douga Williamsa, Homicide'a, Jaya Lethala, Jimmy’ego Rave’a, Peteya Williamsa, Sonjaya Dutta, Tanahashiego i Voladora | 10-Man X Division Elimination Rankings match                                                                 | 17:12 |
| 2                                  | Roxxi i Taylor Wilde pokonały Awesome Kong i Raishę Saeed (z Rhaką Khan)                                                                                      | Tag Team match                                                                                               | 9:07  |
| 3                                  | Rhino pokonał Sheika Abdula Bashira | Singles match                                                                                                | 8:16  |
| 4                                  | Beer Money, Inc. (James Storm i Robert Roode) (z Jacqueline) (c) pokonali The Motor City Machine Guns (Alexa Shelley’ego i Chrisa Sabina)                     | Tag Team match o TNA World Tag Team Championship                                                             | 17:01 |
| 5                                  | Booker T (z Sharmell) (c) pokonał Christiana Cage’a | Singles match o TNA Legends Championship W wypadku przegranej Cage musiałby dołączyć do The Main Event Mafii | 11:45 |
| 6                                  | Kurt Angle pokonał Abyssa | Falls Count Anywhere match                                                                                   | 17:18 |
| 7                                  | Kevin Nash pokonał Samoa Joego | Singles match                                                                                                | 11:26 |
| 8                                  | Sting (c) pokonał A.J. Stylesa | Singles match o TNA World Heavyweight Championship                                                           | 14:43 |
| (c) – mistrz/mistrzyni przed walką | | |       |

### 2009
Turning Point (2009) – gala wrestlingu wyprodukowana przez federację Total Nonstop Action Wrestling (TNA). Odbyła się 15 listopada 2009 w Impact Zone w Orlando na Florydzie. Była to szósta gala z cyklu Turning Point, a także jedenaste wydarzenie pay-per-view TNA w 2009 roku.
Karta gali zapowiadała osiem walk.
| Nr                                 | Wyniki | Stypulacje                                                                                           | Czas  |
| ---------------------------------- | --- | --- | ----- |
| 1                                  | Amazing Red (c) (z Donem Westem) pokonał Homicide'a | Singles match o TNA X Division Championship                                                          | 10:08 |
| 2                                  | ODB (c) Taylor Wilde i Sarita (c) pokonały The Beautiful People (Velvet Sky, Madison Rayne i Lacey Von Erich)                                                                             | 6-Knockout Tag Team match o TNA Women’s Knockouts Championship i TNA Knockouts Tag Team Championship | 5:54  |
| 3                                  | The British Invasion (Brutus Magnus i Doug Williams) (c) pokonali The Motor City Machine Guns (Alexa Shelley’ego i Chrisa Sabina) oraz Beer Money, Inc. (Jamesa Storma i Roberta Roode’a) | 3-Way Tag Team match o TNA World Tag Team Championship                                               | 10:20 |
| 4                                  | Tara pokonała Awesome Kong | Six Sides of Steel match                                                                             | 7:53  |
| 5                                  | Rhino i Team 3D (Brother Devon i Brother Ray) pokonali Matta Morgana, Hernandeza i D’Angelo Dinero                                                                                        | 6-Man Tag Team match                                                                                 | 14:27 |
| 6                                  | Scott Steiner pokonał Bobby’ego Lashleya | Falls Count Anywhere match                                                                           | 11:27 |
| 7                                  | Kurt Angle pokonał Desmonda Wolfe’a | Singles match                                                                                        | 16:21 |
| 8                                  | AJ Styles (c) pokonał Danielsa i Samoa Joego | 3-Way match o TNA World Heavyweight Championship                                                     | 21:50 |
| (c) – mistrz/mistrzyni przed walką | | |       |

### 2010
Turning Point (2010) – gala wrestlingu wyprodukowana przez federację Total Nonstop Action Wrestling (TNA). Odbyła się 7 listopada 2010 w Impact Zone w Orlando na Florydzie. Była to siódma gala z cyklu Turning Point, a także jedenaste wydarzenie pay-per-view TNA w 2010 roku.
Na kartę gali składało się osiem walk.
| Nr                                 | Wyniki | Stypulacje                                                                               | Czas  |
| ---------------------------------- | --- | ---------------------------------------------------------------------------------------- | ----- |
| 1                                  | Robbie E (z Cookie) pokonał Jaya Lethala (c) | Singles match o TNA X Division Championship                                              | 10:42 |
| 2                                  | Mickie James vs. Tara zakończyło się bez rezultatu | Singles match                                                                            | 10:17 |
| 3                                  | The Motor City Machine Guns (Alex Shelley i Chris Sabin) (c) pokonali Team 3D (Brothera Devona i Brothera Raya)                                          | Tag Team match o TNA World Tag Team Championship                                         | 18:08 |
| 4                                  | Rob Van Dam pokonał Tommy’ego Dreamera | No Disqualification match                                                                | 16:53 |
| 5                                  | Fortune (AJ Styles, Kazarian, Douglas Williams, James Storm i Robert Roode) pokonali EV 2.0 (Ravena, Rhino, Sabu, Steviego Richardsa i Briana Kendricka) | 10-Man Tag Team match Wygrana drużyna zwalnia z TNA wybranego członka przegranej drużyny | 12:05 |
| 6                                  | Abyss pokonał D’Angelo Dinero | Lumberjack match                                                                         | 13:02 |
| 7                                  | Jeff Jarrett pokonał Samoa Joego | Singles match                                                                            | 10:32 |
| 8                                  | Jeff Hardy (c) pokonał Matta Morgana | Singles match o TNA World Heavyweight Championship                                       | 13:06 |
| (c) – mistrz/mistrzyni przed walką | |                                                                                          |       |

### 2011
Turning Point (2011) – gala wrestlingu wyprodukowana przez federację Total Nonstop Action Wrestling (TNA). Odbyła się 13 listopada 2011 w Impact Zone w Orlando na Florydzie. Była to ósma gala z cyklu Turning Point, a także jedenaste wydarzenie pay-per-view TNA w 2011 roku.
Karta wydarzenia zapowiadała dziewięć walk, lecz ostatecznie podczas gali odbyło się ich jedenaście.
| Nr                                 | Wyniki | Stypulacje                                                | Czas  |
| ---------------------------------- | --- | --------------------------------------------------------- | ----- |
| 1                                  | Robbie E (z Robbiem T) pokonał Erika Younga (c)                                                                            | Singles match o TNA Television Championship               | 7:50  |
| 2                                  | Mexican America (Anarquia, Hernandez i Sarita) (c) (z Rositą) pokonali Ink Inc. (Jessego Neala, Shannona Moore’a i Toxxin) | 6-Person Tag Team match o TNA World Tag Team Championship | 8:28  |
| 3                                  | Austin Aries (c) pokonał Jessego Sorensena i Kida Kasha                                                                    | 3-Way match o TNA X Division Championship                 | 12:54 |
| 4                                  | Rob Van Dam pokonał Christophera Danielsa                                                                                  | No Disqualification match                                 | 11:17 |
| 5                                  | Crimson vs. Matt Morgan zakończyło się podwójną dyskwalifikacją                                                            | Singles match                                             | 12:06 |
| 6                                  | Mr. Anderson i Abyss pokonali Immortal (Bully’ego Raya i Scotta Steinera)                                                  | Tag Team match                                            | 11:47 |
| 7                                  | Gail Kim (z Madison Rayne i Karen Jarrett) pokonała Velvet Sky (c)                                                         | Singles match o TNA Knockouts Championship                | 5:52  |
| 8                                  | Jeff Hardy pokonał Jeffa Jarretta (z Karen Jarrett)                                                                        | Singles match                                             | 0:07  |
| 9                                  | Jeff Hardy pokonał Jeffa Jarretta (z Karen Jarrett)                                                                        | Singles match                                             | 5:44  |
| 10                                 | Jeff Hardy pokonał Jeffa Jarretta (z Karen Jarrett)                                                                        | Singles match                                             | 0:09  |
| 11                                 | Bobby Roode (c) pokonał A.J. Stylesa                                                                                       | Singles match o TNA World Heavyweight Championship        | 19:33 |
| (c) – mistrz/mistrzyni przed walką | |                                                           |       |

### 2012
Turning Point (2012) – gala wrestlingu wyprodukowana przez federację Total Nonstop Action Wrestling (TNA). Odbyła się 11 listopada 2012 w Impact Zone w Orlando na Florydzie. Była to dziewiąta i ostatnia gala pay-per-view z cyklu Turning Point, a także jedenaste wydarzenie pay-per-view TNA w 2012 roku.
W karcie gali znalazło się osiem starć.
| Nr                                 | Wyniki                                                                                    | Stypulacje                                                              | Czas  |
| ---------------------------------- | ----------------------------------------------------------------------------------------- | ----------------------------------------------------------------------- | ----- |
| 1                                  | Samoa Joe (c) pokonał Magnusa poprzez poddanie                                            | No Disqualification match o TNA Telvision Championship                  | 12:29 |
| 2                                  | ODB i Eric Young pokonali Tarę i Jessego                                                  | Mixed Tag Team match                                                    | 5:42  |
| 3                                  | Rob Van Dam (c) pokonał Joeya Ryana                                                       | Singles match o TNA X Division Championship                             | 7:04  |
| 4                                  | D.O.C. pokonał Josepha Parka                                                              | Singles match                                                           | 9:34  |
| 5                                  | Chavo Guerrero i Hernandez (c) pokonali Bad Influence (Christophera Danielsa i Kazariana) | Tag Team match o TNA World Tag Team Championship                        | 11:57 |
| 6                                  | James Storm pokonał A.J. Stylesa i Bobby’ego Roode’a                                      | 3-Way match o miano pretendenckie do TNA World Heavyweight Championship | 16:38 |
| 7                                  | Kurt Angle pokonał Devona poprzez poddanie                                                | Singles match                                                           | 12:36 |
| 8                                  | Jeff Hardy (c) pokonał Austina Ariesa                                                     | Ladder match o TNA World Heavyweight Championship                       | 21:01 |
| (c) – mistrz/mistrzyni przed walką |                                                                                           |                                                                         |       |

### 2013
Impact Wrestling: Turning Point (2013) – gala wrestlingu wyprodukowana przez federację Total Nonstop Action Wrestling (TNA), będąca odcinkiem specjalnym tygodniówki Impact Wrestling. Odbyła się 21 listopada 2013 w Impact Zone w Orlando na Florydzie. Było to dziesiąte wydarzenie z cyklu Turning Point.
Na kartę wydarzenia składało się pięć walk.
| Nr                                 | Wyniki                                         | Stypulacje | Czas  |
| ---------------------------------- | ---------------------------------------------- | --- | ----- |
| 1                                  | Magnus pokonał Samoa Joego                     | Falls Count Anywhere match Pierwsza runda turnieju o TNA World Heavyweight Championship                                                                  | 11:18 |
| 2                                  | Gail Kim (z Lei'D Tapą) pokonała Candice LeRae | Singles match | 1:52  |
| 3                                  | Bobby Roode pokonał Jamesa Storma              | Florida Death match Pierwsza runda turnieju o TNA World Heavyweight Championship                                                                         | 12:00 |
| 4                                  | Ethan Carter III pokonał Shark Boya            | Singles match | 2:06  |
| 5                                  | Mr. Anderson pokonał Bully’ego Raya (z Brooke) | No Disqualification match W wypadku przegranej Anderson musiałby opuścić TNA, a w przypadku wygranej grupa Aces & Eights musiałaby zakończyć działalność | 13:01 |
| (c) – mistrz/mistrzyni przed walką |                                                | |       |

### 2015
Impact Wrestling: Turning Point (2015) – gala wrestlingu wyprodukowana przez federację Total Nonstop Action Wrestling (TNA), będąca odcinkiem specjalnym tygodniówki Impact Wrestling. Odbyła się 19 sierpnia 2015 w Impact Zone w Orlando na Florydzie. Było to jedenaste wydarzenie z cyklu Turning Point.
Karta wydarzenia składała się z pięciu walk.
| Nr                                 | Wyniki                                              | Stypulacje                                         | Czas  |
| ---------------------------------- | --------------------------------------------------- | -------------------------------------------------- | ----- |
| 1                                  | Mr. Anderson pokonał Brama                          | „Open Mic Challenge”                               | 9:13  |
| 2                                  | Gail Kim pokonała The Dollhouse (Marti Bell i Jade) | 2-on-1 Handicap Six Sides of Steel match           | 12:43 |
| 3                                  | Drew Galloway pokonał Eliego Drake’a                | No Disqualification match                          | 9:45  |
| 4                                  | Matt Hardy pokonał Tyrusa                           | Singles match                                      | 2:13  |
| 5                                  | Ethan Carter III (c) pokonał PJ Blacka              | Singles match o TNA World Heavyweight Championship | 8:25  |
| (c) – mistrz/mistrzyni przed walką |                                                     |                                                    |       |

### 2016
Impact Wrestling: Turning Point (2016) – gala wrestlingu wyprodukowana przez federację Total Nonstop Action Wrestling (TNA), będąca odcinkiem specjalnym tygodniówki Impact Wrestling. Została nagrana 12 sierpnia 2016 w Impact Zone w Orlando na Florydzie i wyemitowana 25 sierpnia 2016. Było to dwunaste wydarzenie z cyklu Turning Point.
Karta wydarzenia składała się z czterech walk.
| Nr                                 | Wyniki | Stypulacje | Czas  |
| ---------------------------------- | --- | --- | ----- |
| 1                                  | Mike Bennett pokonał Robbiego E, Jessiego Godderza, Barona Daxa, Basile'a Barakę, Grado, Mahabaliego Sherę, Eliego Drake’a, Moose'a i Eddiego Edwardsa | 10-osobowy Battle Royal o miano pretendenckie do TNA World Heavyweight Championship                                 | 12:30 |
| 2                                  | Abyss (z Rosemary i Crazzy Steve’em) pokonał Jeffa Hardy’ego (z Mattem Hardym)                                                                         | Singles match | 9:59  |
| 3                                  | Allie pokonała Siennę (c), Marti Bell, Madison Rayne i Jade                                                                                            | 5-Way match o TNA Knockouts Championship                                                                            | 4:25  |
| 4                                  | Ethan Carter III pokonał Drew Gallowaya | Singles match z sędzią specjalnym Aronem Rexem o prawo do walki o Impact Grand Championship na gali Bound for Glory | 14:33 |
| (c) – mistrz/mistrzyni przed walką | | |       |

### 2019
Turning Point (2019) – gala wrestlingu wyprodukowana przez federację Impact Wrestling (wcześniej TNA), we współpracy z Pennsylvania Premiere Wrestling. Odbyła się 9 listopada 2019, w Holy Family Academy w Hazleton. Było to trzynaste wydarzenie w chronologii Turning Point.
Karta składała się z 10 walk.
| Nr                                 | Wyniki                                                                                                 | Stypulacje                                          | Czas  |
| ---------------------------------- | --- | --------------------------------------------------- | ----- |
| 1                                  | Jordynne Grace i Tessa Blanchard pokonały Havok i Madison Rayne                                        | Tag Team match                                      | 06:23 |
| 2                                  | Clutch Adams (c) pokonał Charlesa Masona, Desean Pratt, Evander James, Facade (z Dani Mo) i KC Navarro | 6-way Scramble match o PPW Heavyweight Championship | 08:33 |
| 3                                  | Michael Elgin pokonał Mike’a Orlando (z Mr. Martinez)                                                  | Singles match                                       | 11:17 |
| 4                                  | Moose pokonał Fallah Bahh                                                                              | Singles match                                       | 09:38 |
| 5                                  | Taya Valkyrie (z John E. Bravo) pokonała Tenille Dashwood                                              | Singles match                                       | 12:36 |
| 6                                  | The North (Ethan Page & Josh Alexander) (c) pokonali Rich Swann & Willie Mack                          | Tag team match o Impact World Tag Team Championship | 13:46 |
| 7                                  | Eddie Edwards pokonał Mahabali Shera                                                                   | Singles match o trofeum Call Your Shot Gauntlet     | 08:36 |
| 8                                  | Ace Austin (c) pokonał Jake Crist                                                                      | Singles match o Impact X Division Championship      | 10:38 |
| 9                                  | Rob Van Dam (z Katie Forbes) pokonał Rhino przez dyskwalifikację                                       | Singles match                                       | 07:33 |
| 10                                 | Sami Callihan (c) pokonał Briana Cage’a                                                                | Singles match o Impact World Championship           | 14:31 |
| (c) – mistrz/mistrzyni przed walką | |                                                     |       |

### 2020
Turning Point (2020) – gala wrestlingu wyprodukowana przez federację Impact Wrestling (wcześniej TNA). Odbyła się 14 listopada 2020, w Skyway Studios, w Nashville. Było to czternaste wydarzenie w chronologii Turning Point.
Karta składała się z 9 walk.
| Nr                                 | Wyniki                                                                                               | Stypulacje                                                |
| ---------------------------------- | --- | --------------------------------------------------------- |
| 1                                  | Eddie Edwards pokonał Daivari                                                                        | Singles match                                             |
| 2                                  | Rosemary i Taya Valkyrie pokonały Tenille Dashwood i Jordynne Grace (z Kaleb with a K)               | Tag Team match                                            |
| 3                                  | Brian Myers pokonał Swoggle                                                                          | Singles match                                             |
| 4                                  | Chris Sabin i James Storm pokonali XXL (Acey Romero i Larry D)                                       | Tag Team match                                            |
| 5                                  | Rohit Raju (c) pokonał Cousin Jake (z Cody Deaner)                                                   | Singles match o Impact X Division Championship            |
| 6                                  | Willie Mack pokonał Moose przez dyskwalifikację                                                      | Singles match                                             |
| 7                                  | The Good Brothers (Doc Gallows i Karl Anderson) pokonali The North (Ethan Page i Josh Alexander) (c) | Tag Team match o Impact World Tag Team Championship       |
| 8                                  | Deonna Purrazzo pokonała Su Yung (c)                                                                 | No Disqualification match o Impact Knockouts Championship |
| 9                                  | Rich Swann (c) pokonał Sami Callihan                                                                 | Singles match o Impact World Championship                 |
| (c) – mistrz/mistrzyni przed walką | |                                                           |